# 高杉玄
高杉 玄（たかすぎ げん、1931年6月16日 - 2001年4月6日）は、日本の俳優。本名：須藤 東三郎。
東京都出身。特技は乗馬、殺陣。

## 略歴
早稲田大学卒業。大学在学中に劇団ひよこ座に参加。1958年に劇団が解散した後はフリーで活動し、1959年にアクタープロに所属。その後、加藤事務所、エヌ・エー・シーに所属していた。

## 出演作品

### 映画
- 切腹（1962年、松竹）
- あらくれ荒野（1963年、松竹） - 三田村
- 十兵衛暗殺剣（1964年、東映） - 朝妻の源
- 殴り込み侍（1965年、松竹） - 石松
- 悪名桜（1966年、大映） - 大隅
- 大魔神怒る（1966年、大映） - 吾藤三郎太
- 眠狂四郎無頼剣（1966年、大映） - 膳所
- 酔いどれ博士（1966年、大映） - 黒眼鏡
- 泥棒番付（1966年、大映） - 浪人吾呂
- 若親分乗り込む（1966年、大映） - 下田憲兵吾長
- 若親分喧嘩状（1966年、大映） - 赤松
- 若親分兇状旅（1967年、大映） - 源太
- 座頭市鉄火旅（1967年、大映） - 子分紋次
- 冷面虎 復讐のドラゴン （1973年、ゴールデンハーベスト ※香港映画） - 清水
- 白く濡れた夏（1979年、にっかつ） - 木口昇

### テレビドラマ
- 部長刑事（ABC）
  - 第78話「かまきりが死んだ」（1960年）
  - 第85話「轍」（1960年）
  - 第91話「サンドイッチマン」（1960年）
  - 第100話「真夏の黒点」（1960年）
  - 第109話「土の壁」（1960年）
  - 第149話「夜の亀裂」（1961年）
  - 第155話「スケを張れ」（1961年）
  - 第160話「女の日記」（1961年）
  - 第163話「ドルが欲しい」（1961年）
  - 第200話「非常線」（1962年）
  - 第231話「植物性犯罪」（1963年）
  - 第287話「日陰の花」（1964年）
  - 第299話「カクテルはなぜ高い」（1964年）
  - 第319話「いっかく千金」（1964年）
- 新吾二十番勝負（1961年、CX）
- 紫頭巾（1961年、KTV）
- トップ屋捕物帳（1963年 - 1964年、KTV）
- 近鉄金曜劇場 / 泣くのは明日にしよう（1964年、TBS）
- 幕末（1964年、KTV）
- 特別機動捜査隊（NET / 東映）
  - 第206話「大都会」（1965年）
  - 第333話「夜明け前の故郷」（1968年） - 大石
  - 第363話「初恋の湖」（1968年） - 大月
  - 第379話「決斗」（1969年）
  - 第393話「白いアリランの花」（1969年）
  - 第426話「鉄火芸者」（1969年） - 黒岩
  - 第485話「蒸気機関車と女」（1971年） - 丹波昇
  - 第584話「新鮮な女」（1973年） - 斎藤
  - 第613話「転落の愛」（1973年） - 南條
  - 第668話「嘘」（1974年） - 諸口
  - 第685話「暗黒街ひとりぼっち」（1974年） - 川津
  - 第738話「十字架を背う女」（1976年） - 桐原
- 七人の刑事（TBS）
  - 第2シリーズ 第282話「傍観者」（1967年）
  - 第3シリーズ 第8話「連続ネクタイ絞殺魔」（1978年）
- 新吾十番勝負（1967年、TBS / 松竹テレビ室）- 鷹目
- 光速エスパー 第24話「ノアの箱舟のゆくえ」（1968年、NTV / 宣弘社プロ） - ノア星人
- 三匹の侍 第5シリーズ 第23話「紙人形」（1968年、CX） - 秋月
- 五番目の刑事 第6話「ジュクに張り込め」（1969年、NET / 東映） - 佃
- プレイガール（12ch）
  - 第50話「青少年仁義」（1970年）
  - 第99話「命知らず裸の妖精」（1971年）
  - 第109話「砂に書かれた喧嘩状」（1971年）
  - 第183話「温泉町の流れ医者」（1972年） - 町田
  - 第187話「男殺し裸のガンファイター」（1972年）
  - 第194話「荒野の女七人」（1972年） - 吉井
  - 第202話「強くあれ! 汝の敵は男なり」（1973年） - 棚橋
  - 第205話「吹雪に挑んだ流れ医者」（1973年） - 黒岩
  - 第236話「女一匹くれない仁義」（1973年） - 坂根
  - 第241話「女は裸で七変化」（1973年） - 前田
  - 第249話「女の体は非常ベル」（1974年） - 谷本
  - 第267話「怪談 美女呪いの湖」（1974年） - 林
  - 第270話「女の武器は濡れた肌」（1974年） - 笠村
- 青春太閤記 いまにみておれ! 第2話（1970年、NTV）
- 江戸川乱歩シリーズ 明智小五郎 第6話「吸血鬼」（1970年、12ch）
- 好き! すき!! 魔女先生 第25話「死刑台のネックレス」（1972年、ABC / 東映） - 片目の羊飼い
- 非情のライセンス（NET / 東映）
  - 第1シリーズ（1973年）
    - 第7話「兇悪の土地」 - 間藤
    - 第38話「兇悪の虚栄」 - 崎谷

  - 第2シリーズ
    - 第26話「兇悪の友情」（1975年） - 幹部
    - 第88話「兇悪・その愛」（1976年） - 布施
- 大江戸捜査網（12ch→TX / 三船プロ→ヴァンフィル）
  - 第138話「復讐は俺にまかせろ!」（1974年） - 村野
  - 第217話「邪魔者を殺せ!」（1975年） - 尾木
  - 第252話「怪盗 炎の中を走る」（1976年） - 火盗改同心
  - 第277話「仇討ち女三味線」（1977年） - 桑田の用人
  - 第554話「女の死闘 くノ一対女隠密」（1982年） - 楠主水正
  - 第580話「絶唱 夜霧に消えた女郎花」（1983年）
  - 新 大江戸捜査網 第12話「さらば極道情け節」（1984年） - 大文字の勘兵衛
- 電人ザボーガー（CX / ピープロ）
  - 第2話「これが秘密殺人強盗機関Σだ」（1974年） - ヨロイバロン
  - 第3話「大暴れ! 水爆ゴリコング」（1974年） - 同上
  - 第47話「ザボーガー基地爆破作戦!」（1975年） - ドクロ大佐
- 特捜記者 第10話「赤い髪の女」（1974年、KTV）
- ご存知遠山の金さん 第45話「奉行もしくじることがある」（1974年、NET）
- 長崎犯科帳 第24話「悪い奴らをあぶりだせ」（1975年、NTV） - 熊吉
- 破れ傘刀舟悪人狩り（NET）
  - 第56話「闇に咲く白粉花」（1975年） - 黒田左内
  - 第71話「富くじ殺し札」（1976年） - 原口
  - 第86話「浦賀の花嫁人形」（1976年） - 山際源八
  - 第106話「弥九郎白夜に死す」（1976年） - 峰岸伊十郎
- 夜明けの刑事 第69話「殺したいほど憎いやつ!!」（1976年、TBS）
- 刑事くん 第4部 第1話「青春は走る」（1976年、TBS）
- 超神ビビューン 第9話「ズシーンがとける?魔壷の呪い」（1976年、NET / 東映）- 野々村博士
- 太陽にほえろ!（NTV / 東宝）
  - 第223話「あせり」（1976年） - 銀竜会組長
  - 第281話「わかれ道」（1977年） - 長門正義
  - 第383話「兄貴」（1979年） - 須川昭男
- 同心部屋御用帳 江戸の旋風II 第53話「壮烈! 源三郎」（1977年、CX）
- 快傑ズバット（1977年、12ch / 東映）
  - 第4話「涙の敵中突破」 - 鬼の勘三
  - 第27話「意外!飛鳥殺しの犯人?!） - ボス蛇丸
- 特捜最前線（ANB / 東映）
  - 第23話「女と刑事の子守歌」（1977年）
  - 第51話「凶弾II・面影に手錠が光る!」（1978年）
  - 第87話「母・殺意のカンバス!」（1978年）- 池上刑事
  - 第115話「チリアーノを歌う悪女!」（1979年）
  - 第122話「痴漢になった警官!」（1979年）
  - 第178話「男たちのセプテンバーソング!」（1980年）
  - 第225話「チワワを連れた犯罪者!」（1981年）
- ロボット110番 第33話「うそつき少年」（1977年、ANB / 東映） - 大岡信一
- 達磨大助事件帳 第17話「地獄の沙汰も銭」（1978年、ANB）
- 桃太郎侍（NTV / 東映）
  - 第99話「引越して来たスゴい奴」（1978年） - 市子登
  - 第118話「江戸っ子娘に春が来た」（1979年） - 奥平の用人
  - 第141話「浮世絵美人を狙う鬼」（1979年） - 目付・高見沢監物
  - 第229話「奇術か魔術か、恋女房」（1981年） - 信濃屋重兵衛
- 新五捕物帳（NTV）
  - 第46話「花咲く愛の親心」（1978年）
  - 第93話「大江戸初春侍小僧」（1980年）
- 翔べ! 必殺うらごろし 第14話「額の傷が見た! 恐怖のあしたを」（1979年、ABC / 松竹） - 松木
- 西遊記（1979年、NTV / 国際放映）
  - パート1 第11話「夜と昼の妖怪夫婦」 - 唯昼怪
  - パート2 第3話「賭博妖怪 ミイラ取りがミイラ」 - 黒風鬼
- 不毛地帯 第14話、第15話（1979年、MBS） - 警視庁捜査二課警部補
- ザ・スーパーガール 第33話「人妻蒸発 裏切りの肌は燃えて」（1979年、12ch / 東映）
- 江戸の激斗 第21話「日蔭の花を救え」（1979年、CX / 東宝） - 一郎兵衛
- 仮面ライダー 第16話「不死身のゴキブリジン Gモンスターの正体は?」 - 第18話「魔神提督の電気ジゴク大作戦」（1980年、MBS / 東映） - プロフェッサー・ドク
- そば屋梅吉捕物帳 第18話「地蔵も泣いた風車」（1980年、12ch / 国際放映） - 熊吉
- 江戸の牙 第21話「生か死!? 暁の脱出作戦」（1980年、ANB / 三船プロ）
- 江戸の朝焼け 第2話「めおと鶴」（1980年、CX）
- 旅がらす事件帖 第16話「無頼街道にみた風車」（1981年、KTV / 国際放映）
- 西部警察 第93話「氷点下の激闘」（1981年、ANB / 石原プロ） - 大津（銀竜会組長）
- 闇を斬れ 第22話「血にぬれた母子草」（1981年、KTV / 松竹） - 沼田
- 幻之介世直し帖 第10話「狙われた愛の肖像」（1981年、NTV）
- 12時間超ワイドドラマ / 竜馬がゆく（1982年、TX） - 来島又兵衛
- 松平右近事件帳（NTV / ユニオン映画）
  - 松平右近事件帳 第12話「若君を消せ!」（1982年） - 磯部内膳
  - 新・松平右近 第3話「地獄から還った男」（1983年） - 香山健蔵
- 火曜サスペンス劇場 / 校内暴力殺人事件-狙われた女教師（1982年、NTV）
- 暁に斬る! 第13話「霧雨は娼婦のしのび泣き」（1982年、KTV）
- ザ・サスペンス（TBS）
  - 黄色の誘惑（1983年）
  - 悪しき星座（1984年）
- 時代劇スペシャル / 怪談津の国屋 半七捕物帳（1984年、CX / 国際放映）
- 暴れん坊将軍II 第42話「初春はめでたや大江戸囃子」（1984年、ANB / 東映） - 向井丹波
- 超電子バイオマン 第30話「最強カンスの魔剣」（1984年、ANB / 東映） - 国友兼光
- 長七郎江戸日記 第1シリーズ SP-4「怨霊見参! 長七郎、弟と対決」（1985年、NTV） - 神尾備前守
- 土曜ワイド劇場（ANB）
  - 美しい妻の完全犯罪 三人の女が仕組んだ夫の殺人プラン（1985年）
  - 森村誠一の異常の太陽（1986年）
- 水戸黄門 第16部 第33話「夢を紡いだ紙の布 -白石-」（1986年、TBS / C.A.L） - 弁天の三五郎
- 木曜ゴールデンドラマ / 遠めがねの女（1986年、YTV）
- 金曜の女ドラマスペシャル / 青葉城恋歌殺人事件（1987年、CX）
- 年末時代劇スペシャル / 田原坂（1987年、NTV） - 波江野休右衛門
- 月曜・女のサスペンス（TX）
  - 闇に光る（1989年）
  - 列島縦断サスペンス 通勤新幹線替玉事件（1992年）